# Petar Brlek
Petar Brlek (Ludbreg, 29. siječnja 1994.) hrvatski je nogometaš koji igra na poziciji veznog. Trenutačno igra za poljski trećeligaški klub Wieczysta Kraków. 
U 2016. godini je napustio Slaven Belupo da bi potpisao za Wisłu Kraków. Igra desnom nogom. Nastupao je za hrvatske mlade reprezentacije. 

## Vanjske poveznice
- [neaktivna poveznica]
- Profil, NK Slaven Belupo
- Profil, Hrvatski nogometni savez
- Profil, Transfermarkt (engl.)
- Profil, Hrvatske nogometne statistike
- Profil, Soccerway (engl.)